# Sepp Gneißl
Josef « Sepp » Gneissl (né le 23 octobre 1935 à Munich, mort le 24 octobre 2014 dans la même ville) est un acteur pornographique allemand.

## Biographie
Gneißl découvre le théâtre à Munich-Trudering au milieu des années 1950. Il est découvert par Ludwig Schmid-Wildy, qui l'amène au théâtre de Platzl. Après de nombreuses années au théâtre, il devient dans les années 1960 acteur au cinéma et à la télévision puis se spécialise dans le cinéma érotique. Il joue dans beaucoup de pornographie dans les années 1970 et au début des années 1980. Gneißl travaille ensuite comme animateur radio, musicien et conférencier dans des pièces radiophoniques. Gneißl organise des événements tels que le Truderinger Kirta ou le Truderinger Ventil. Il est également acteur de doublage.
En plus d'être acteur, Gneißl dirige une auberge à Trudering pendant de nombreuses années.

## Filmographie
- 1969 : Ein dreifach Hoch dem Sanitätsgefreiten Neumann
- 1969 : Der Mann mit dem goldenen Pinsel (de)
- 1970 : Die Jungfrauen von Bumshausen (de)
- 1972 : Ludwig, requiem pour un roi vierge
- 1973 : Neuf à la file (de)
- 1973 : Oktoberfest! Da kann man fest…
- 1975 : Zimmermädchen machen es gern
- 1975 : Furie érotique
- 1975 : Bums-Skandal im Nachtlokal (court métrage)
- 1975 : Bumsfidele Hochzeitsnacht (court métrage)
- 1976 : Insatiable Joséphine
- 1976 : Verlorene Eier
- 1976 : Abflug Bermudas
- 1976 : Zwei geile Hirsche auf der Flucht
- 1977 : Liebesgrüße aus der Lederhose 3: Sexexpress aus Oberbayern
- 1977 : Der Junge mit der Tiefenschärfe
- 1977 : Gaudi in der Lederhose
- 1977 : Nackt und keß am Königssee
- 1977 : L'Homme-étalon de ces dames
- 1977 : Longueur vingt-deux centimètres
- 1977 : Kasimir der Kuckuckskleber
- 1977 : Hotel 'Zur scharfen Muschi'
- 1977 : Der Hauptmann von Mösenfick (court métrage)
- 1978 : Liebesgrüße aus der Lederhose 4: Die versaute Hochzeitsnacht
- 1978 : Rosie Nimmersatt
- 1978 : Émotions sexuelles
- 1978 : Die munteren Sexspiele der Nachbarn
- 1978 : Liebesgrüße aus der Lederhose 5: Die Bruchpiloten vom Königssee
- 1979 : Zwei Däninnen in Lederhosen (de)
- 1979 : Rosemarie's Schleckerland - Frühstück bei Fickany's
- 1979 : Les Pucelles en chaleur
- 1979 : Hot Pants - Teil 2 (Kurzfilm)
- 1980 : Der Kurpfuscher und seine fixen Töchter (de)
- 1980 : Adolescente libertine
- 1981 : Aus dem Tagebuch der Josefine Mutzenbacher
- 1982 : Liebesgrüße aus der Lederhose 6: Die wilden Stuten vom Rosenhof
- 1983 : Die wilden Fünfziger
- 1984 : Heiße Bräute auf der Schulbank